# Wild Ride
Wild Ride è un videogioco d'azione pubblicato nel 1985 per Commodore 64 dalla Interceptor Software. Si controlla un pagliaccio che corre sui binari delle montagne russe e deve proteggerle da un bombarolo. L'etichetta Players Software, appartenente sempre alla Interceptor, lo ripubblicò a basso costo con il titolo Crazy Coaster nel 1987.

## Modalità di gioco
Il giocatore controlla il pagliaccio muovendolo a destra e sinistra lungo il circuito delle montagne russe, che cambia di altitudine ma è sempre una linea continua. La visuale è di profilo e multischermo; uscendo dai due lati dello schermo si passa al tratto adiacente di circuito.
Il bombarolo corre in continuazione a terra sotto le montagne russe, diventando visibile solo quando si trova nello stesso tratto del pagliaccio, e ogni tanto lancia una bomba verso l'alto. La bomba fa una lenta traiettoria verticale, poi ricade verso le montagne russe, e se le raggiunge esplode e si perde una vita. Il pagliaccio può eliminare la bomba toccandola, mentre sta salendo o mentre sta scendendo.
Una minimappa di tutto il circuito, sul fondo dello schermo, mostra le posizioni del pagliaccio, del bombarolo e dell'eventuale bomba in volo.
Progredendo nei livelli vengono introdotti altri elementi che sono pericolosi direttamente per il pagliaccio, facendo perdere una vita se lo toccano. I pericoli sono vagoni delle montagne russe vuoti che corrono sul circuito, scariche elettriche simili a fiammelle animate (Shox), palloncini animati (Bopper) e uccelli (Flapper). Per difendersi il pagliaccio può saltare, solo in verticale, e può lanciare noci di cocco di gomma in diagonale; le noci rimbalzano per lo schermo, eliminano palloni e uccelli e stordiscono le fiammelle.
Inoltre sono sempre presenti dei bonus di punteggio da raccogliere: cibo spazzatura sui binari, di un tipo diverso a ogni livello, e palloncini sospesi in aria, raggiungibili saltando.
Per completare un livello si deve eliminare un certo numero di bombe. Ci sono in tutto 32 livelli, ambientati di giorno o di notte, ed è possibile cominciare la partita da uno qualsiasi dei primi 9.
Almeno nella versione originale di Wild Ride è disponibile anche un minigioco per ingannare il tempo durante il caricamento da cassetta del gioco principale, una novità per la Interceptor. Il minigioco si intitola Micro Rescue ed è una semplice imitazione dell'arcade Lunar Rescue: un lander deve attraversare un flusso di asteroidi per atterrare sul pianeta, raccogliere una persona alla volta, quindi tornare alla nave madre attraversando un flusso di navette nemiche, alle quali può anche sparare.